# Sydney International Exhibition (1879)
Die Weltausstellung 1879 in Sydney (en: Sydney International Exhibition 1879) war die erste Weltausstellung, die auf der Südhalbkugel stattfand. Sie wurde vom Bureau International des Expositions (BIE) nicht offiziell anerkannt. Sie fand zwischen dem 17. September 1879 und dem 20. April 1880 statt.

## Geschichte
Durch die Entdeckung von Gold in den 1850er Jahren erfuhren die Bundesstaaten New South Wales und Victoria einen enormen wirtschaftlichen Aufschwung. Sydney und Melbourne erfuhren eine exponentielle Bevölkerungszunahme.
1879 wurde beim Parlament von Victoria in Melbourne ein offizieller Antrag für eine Weltausstellung in Melbourne eingereicht. Sydney, als älteste Stadt Australiens und Hauptstadt von New South Wales, fühlte sich übergangen und organisierte in Rekordzeit eine eigene Weltausstellung:
Binnen 8 Monaten wurde als Ausstellungsgebäude der Garden Palace errichtet. Am Bau wurde Tag und Nacht gearbeitet. Aus England wurde dafür extra eine Anlage für elektrisches Licht importiert. Das Gebäude war 244 Meter lang und verfügte über eine 66 Meter hohe und 30 Meter breite Kuppel.
Die Sydney International Exhibition wurde im September 1879 eröffnet. Die Ausstellung legte den Fokus auf Landwirtschaft und Viehzucht. Sie blieb im historischen Rückblick eine eher unbedeutende Weltausstellung und erfüllte die Kriterien für eine BIE-Anerkennung nicht. Die Ausstellung erreichte die Zahl von über 1 Million Besuchern und verzeichnete einen Verlust von 100.000 Pfund.
Melbourne entschied sich dafür, ihre Weltausstellung kurz nach der Ausstellung in Sydney durchzuführen, damit ausländische Aussteller die weite Reise nach Australien nicht zweimal antreten mussten.

## Nachnutzung
Vorgesehen war das Ausstellungsgebäude für das geplante Technological Industrial and Sanitary Museum zu nützen. Die Regierung kaufte dazu als Grundstock für das Museum zahlreiche Glanzstücke der Ausstellung von 1879. Das Gebäude und die Sammlung wurden aber kurz vor der Eröffnung des Museums bei einem Brand im Jahr 1882 zerstört.

## Bildergalerie

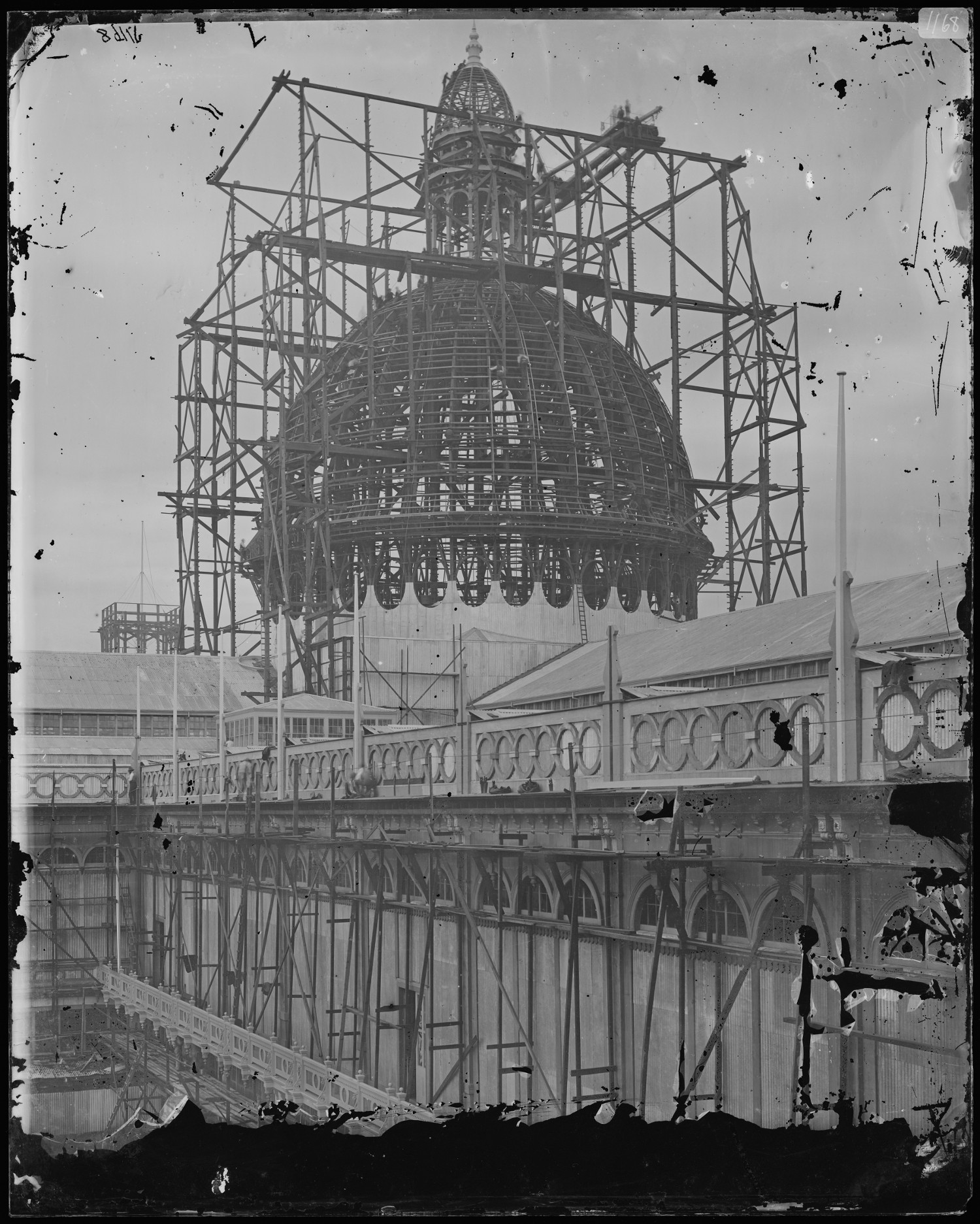
Bau der Kuppel des Garden Palace
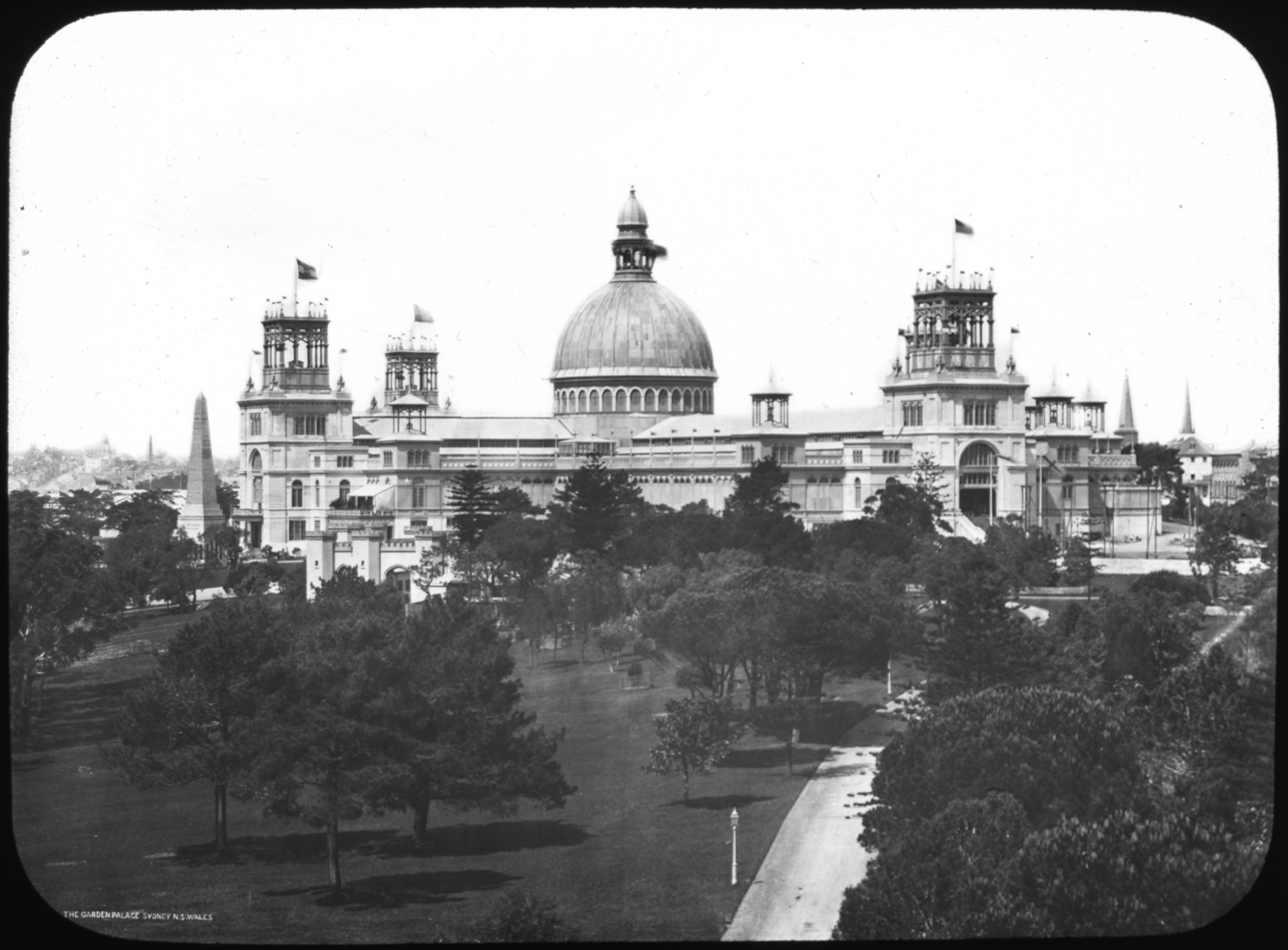
Garden Palace  an der Weltausstellung 1879
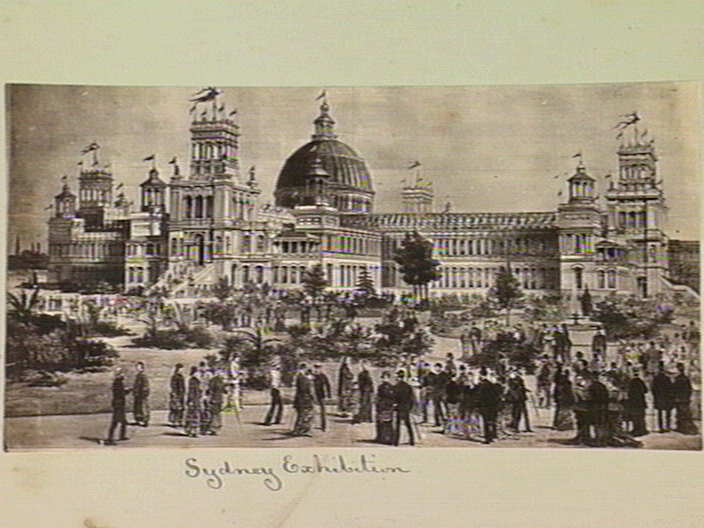
Garden Palace  an der Weltausstellung 1879
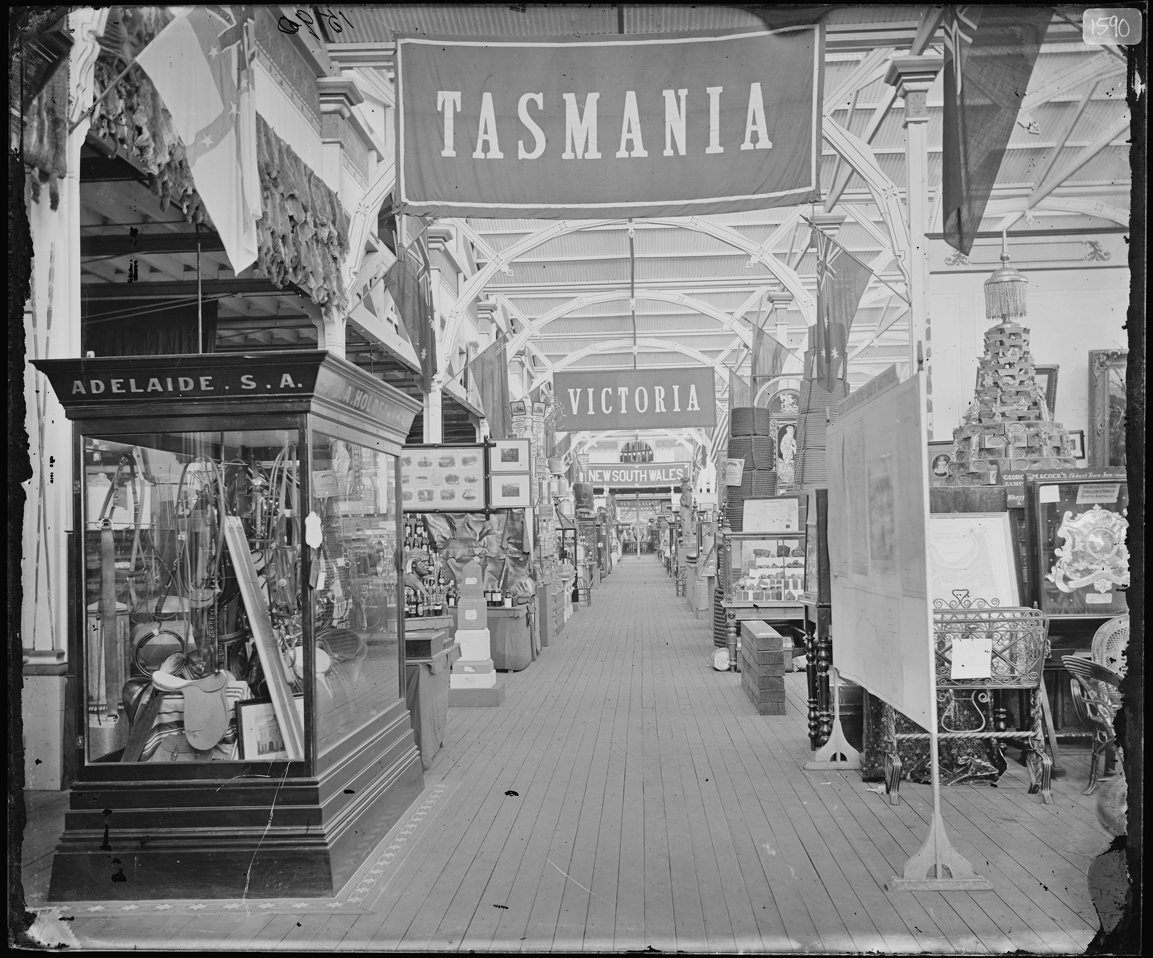
Innenansicht während der Weltausstellung 1879
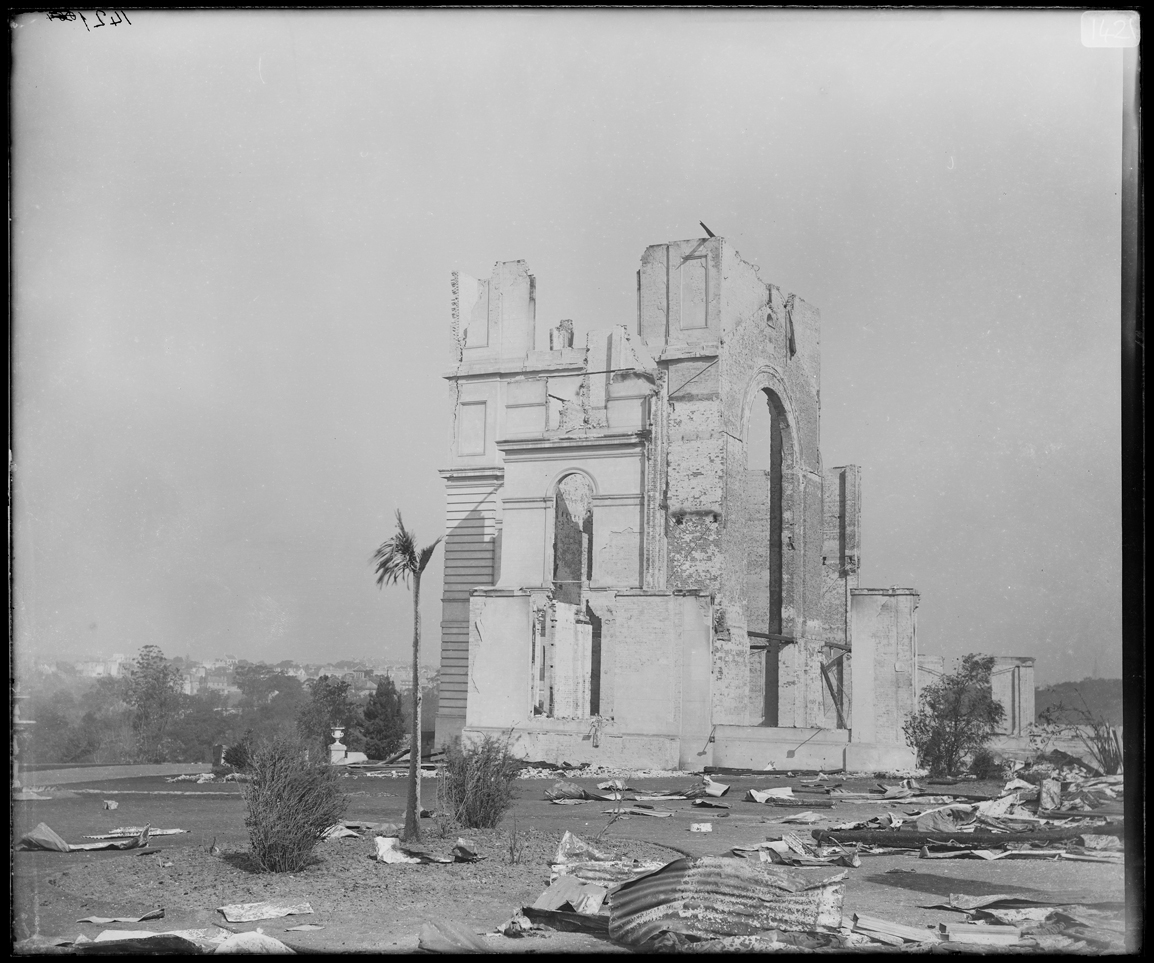
Ruinen nach dem Brand von 1882
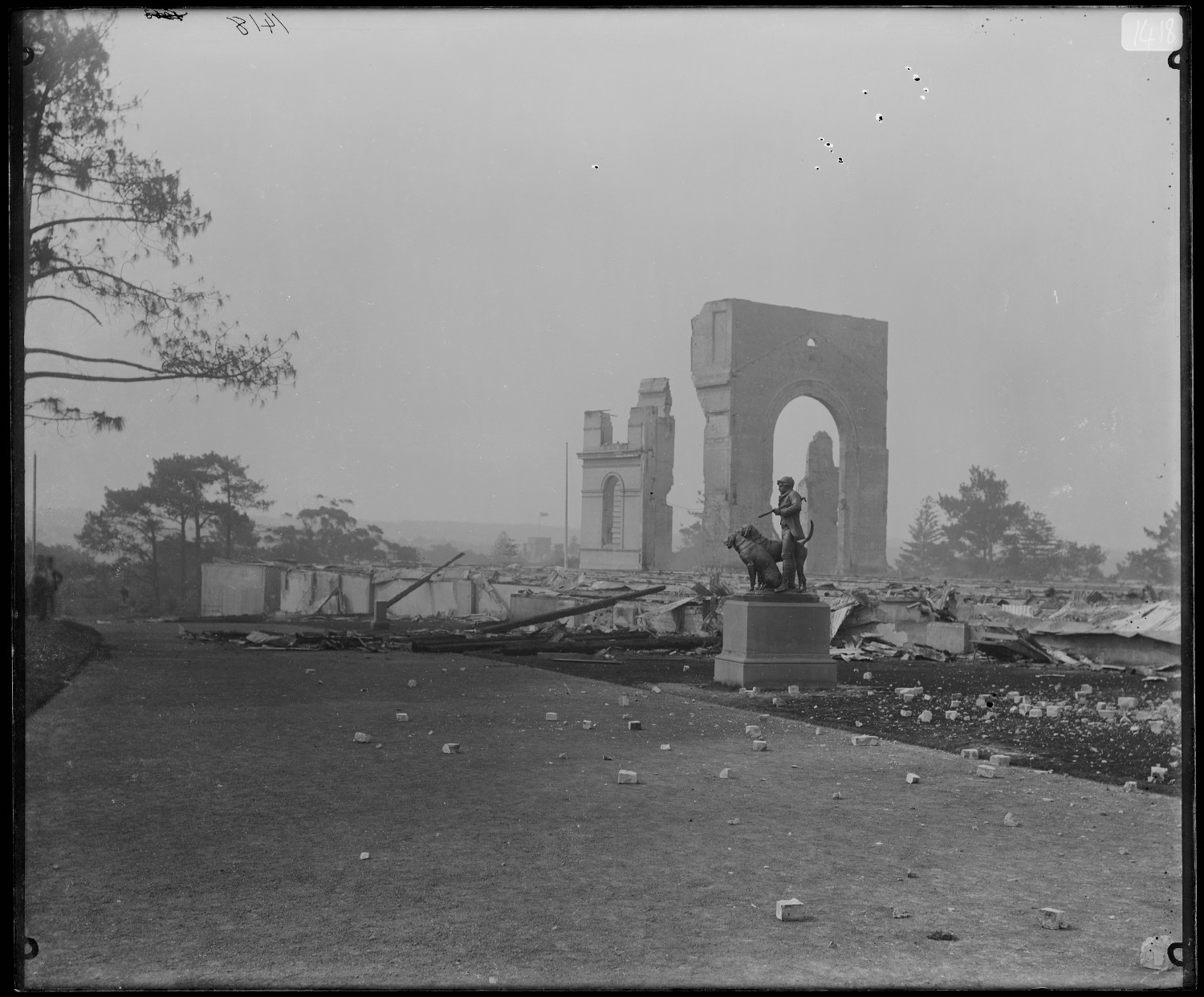
Ruinen nach dem Brand von 1882